# Diccionari etimològic i complementari de la llengua catalana
El Diccionari etimològic i complementari de la llengua catalana, també conegut com el DECat o, informalment, el Coromines, és un diccionari escrit per Joan Coromines i publicat en 9 volums i un índex entre el 1980 i el 1991. Va sortir a la llum a càrrec de Curial Edicions Catalanes de Barcelona.
Des de jove, Coromines havia mantingut un contacte molt pròxim amb gent d'arreu del país que parlaven un llenguatge ric. Les converses amb pagesos, muntanyencs i gent de mar li van permetre d'aprofundir el coneixement de la riquesa del català.
Més que en mots nous, aprofundeix en nous significats i en dades de totes classes referents a la vida i l'ambient de les paraules. El caràcter crític hi apareix més encara potser que en el seu primer diccionari castellà. Els aspectes històric i dialectològic hi sorgeixen amb un relleu particular. L'objectiu final n'és sempre l'etimologia. Comparat amb el diccionari castellà, els aspectes reservats a la llengua parlada moderna hi omplen una mesura força més gran, i també s'hi ha estat més generós en les citacions de texts pròpiament literaris. És molt ric, encara, en dades toponímiques. Tots dos diccionaris, el català i el castellà, s'ajuden i es remeten sovint l'un a l'altre.
Un dels trets fonamentals de l'obra és el seu abast d'estudi plurilingüístic, és a dir, que sovint hi trobem ben estudiat també el lèxic occità, l'aragonès i el d'altres llengües romàniques i germàniques. I com el seu títol indica és «complementari» d'altres obres com el Diccionari català-valencià-balear, perquè complementar i millorar els immensos materials d'aquest diccionari històric i dialectal ha estat un dels objectius de l'obra.
Tot i que, amb el temps, alguns autors hi han detectat solucions etimològiques errònies, la majoria per manca de dades, així com algunes llacunes lèxiques, el DECat és un immens diccionari científic d'altíssim interès per l'elevat rigor i prestigi de l'autor, amb una voluntat pedagògica i un estil molt personal, sovint, fins i tot, novel·lesc.

## Versió abreujada
El 2013, es va publicar una versió abreujada d'aquesta obra a cura del lingüista Josep Ferrer.
- Diccionari etimològic essencial de la llengua catalana (Barcelona: Fundació Coromines-Ara Llibres, 3 vol., 2013), versió abreujada a càrrec de Josep Ferrer.